# Cicindela hirticollis
Cicindela hirticollis är en skalbaggsart som beskrevs av Thomas Say 1817. Cicindela hirticollis ingår i släktet Cicindela och familjen jordlöpare.

## Underarter
Arten delas in i följande underarter:
- C. h. abrupta
- C. h. athabascensis
- C. h. coloradula
- C. h. corpuscula
- C. h. couleensis
- C. h. gravida
- C. h. hirticollis
- C. h. rhodensis
- C. h. shelfordi
- C. h. siuslawensis